# Systropus valdezi
Systropus valdezi är en tvåvingeart som beskrevs av Mario Bezzi 1916. Systropus valdezi ingår i släktet Systropus och familjen svävflugor. Inga underarter finns listade i Catalogue of Life.